# Burmargiolestes melanothorax
Burmargiolestes melanothorax е вид водно конче от семейство Megapodagrionidae. Видът не е застрашен от изчезване.

## Разпространение
Разпространен е във Виетнам, Лаос, Мианмар и Тайланд.